# 鶴岡信用金庫
鶴岡信用金庫（つるおかしんようきんこ、TSURUOKA SHINKIN BANK）は、山形県鶴岡市に本店を置き、庄内地方に支店を展開する信用金庫（信金）。山形県内で最大手の信金である。

## 歴史
2005年6月、酒田市に本店を置いていた酒田信用金庫が鶴岡信金に合併を申し入れたが、当時酒田信金において、酒田駅前再開発を予定していた不動産会社（2006年3月破産）に対する多額の融資が不良債権化していたため、実現には至らなかった。
その後2006年2月、酒田信金が経営陣を一新。信金中央金庫から理事長を招聘したほか、約60億円の優先出資を受け、不良債権処理を進めた。これによって改めて2007年に入り、不良債権処理の目途が立ったとして酒田信金が鶴岡信金に改めて合併を申し入れ、対等合併が成立。2008年3月17日に新・鶴岡信金が発足した。
定款上の営業区域は、鶴岡市、酒田市、庄内町、三川町、遊佐町の庄内地方全自治体に加え、新潟県村上市のうち旧岩船郡山北町と定められている。

### 本店営業部

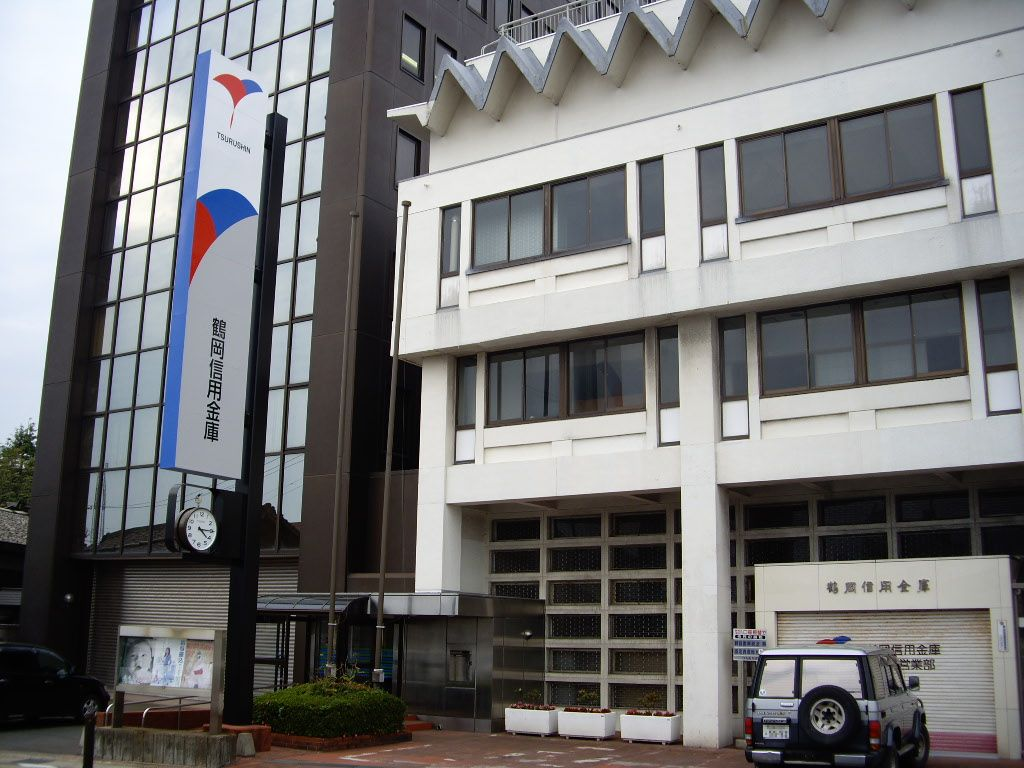
旧本店

1960年の建築から59年が経過し老朽化していた本店営業部は2019年に建て替えられ、同年2月25日に使用が開始された。新本店は全面ガラス張りのデザインによる3階建てで、延床面積は1,655平方メートル。2階には事業継続計画に対応するため、自家発電装置も設置された。

## 沿革
- 1926年（大正15年）11月 - 産業組合法に基づく「有限責任鶴岡庶民信用組合」として設立。
- 1951年（昭和26年）
  - 2月 - 荘内信用組合と合併し「鶴岡信用組合」に改称。
  - 10月 - 信用金庫法に基づく「鶴岡信用金庫」となる。
- 1954年（昭和29年）10月1日 - 湯野浜支店開設[3]。
- 1958年（昭和33年）6月1日 - 南支店開設[3]。
- 1960年（昭和35年）1月 - 本店新築。
- 1961年（昭和36年）11月17日 - 温海支店開設[3]。
- 1966年（昭和41年）
  - 1月21日 - 西支店開設[3]。
  - 12月 - 営業地域を酒田市、飽海郡まで広げ庄内全域とする。
- 1969年（昭和44年）4月25日 - 酒田支店開設[3]。
- 1972年（昭和47年）6月23日 - 大山支店開設[3]。
- 1973年（昭和48年）6月 - 営業地域を新潟県山北町（現：村上市）まで拡大。
- 1974年（昭和49年）9月3日 - 錦町支店開設[3]。
- 1975年（昭和50年）11月 - 創業50周年。鶴岡信用金庫学事体育振興基金設立。
- 1976年（昭和51年）
  - 4月 - 東北地区信金共同事務センターに加入し、オンラインが稼動。
  - 9月21日 - 美原町支店開設[3]。
- 1978年（昭和53年）6月12日 - 酒田北支店開設[3]。
- 1980年（昭和55年）
  - 3月 - 新本部棟竣工。
  - 6月2日 - 文園支店開設[3]。
- 1982年（昭和57年）6月11日 - 大西支店開設[3]。
- 1987年（昭和62年）7月27日 - 藤島支店開設[3]。
- 1988年（昭和63年）9月5日 - 東支店開設[3]。
- 1992年（平成4年）4月 - 新斎町支店開設[4]。
- 1995年（平成7年）11月 - 創業70周年。
- 2004年（平成16年） - 国民生活金融金庫、商工組合中央金庫、中小企業金融金庫と業務協力、提携開始。
- 2005年（平成17年）11月 - 創業80周年。
- 2007年（平成19年）2月 - パーソナル店舗とフルバンキング店舗を分け、店舗機能を明確化。
- 2008年（平成20年）3月 - 酒田信用金庫と合併。
- 2009年（平成21年）
  - 9月 - 酒田北支店を戸野支店に統合[4]。
  - 11月 - 酒田中央支店を酒田支店に、大西支店を西支店に統合[4]。
- 2015年（平成27年）
  - 6月1日 - 山形銀行、きらやか銀行などと共に「山形創生ファンド」を創設[5]。
  - 9月 - 県内金融機関として初めて接客ロボット「Pepper」を導入[6]。
- 2016年（平成28年）
  - 4月 - 若手経営者塾 マネジメントキャンパスを開設[7]。
  - 4月27日 - 村上信用金庫と連携協定締結[8]。
  - 11月7日 - 南支店を本店営業部に統合、湯野浜支店と温海支店を有人出張所に降格。さらに酒田支店を営業部に昇格。
- 2018年（平成30年）4月5日 - 鹿児島相互信用金庫と広域交流事業に関する覚書を締結[9]。
- 2019年（平成31年/令和元年）
  - 2月25日 - 新本店営業部が開業。
  - 3月4日 - 東奥信用金庫、秋田信用金庫、羽後信用金庫と「しんきん日本海連携協定」を締結[10]。
- 2020年（令和2年）
  - 5月18日 - 新斎町、若宮町支店を廃止。それぞれの業務を西、若竹町支店に統合[11]。
- 2021年（令和3年）
  - 1月18日 - 富士見町支店を東大町支店に統合。

## 若手経営者塾 マネジメントキャンパス
庄内において経営者が高齢化し減少していることや、時代の変化に対応できず業績不振に陥り、倒産する企業も多い状況を踏まえ、若手経営者に奮起を促し、人脈やノウハウを提供することを目的に設置され、2021年4月には第6期生を迎え講義を開始した。鶴岡工業高等専門学校客員教授の平尾清が塾長を務める。

## totoの払い戻し店
スポーツ振興くじ (toto) 当選券の払い戻し店は以下の店舗でのみ取り扱う。
- 本店営業部
- 酒田営業部